# Thomas Mathiesen
Thomas Mathiesen (født 5. oktober 1933 i Oslo, død 29. maj 2021) var en norsk sociolog, som er bedst kendt for sit arbejde i retssociologi. Han var professor ved Det juridiske fakultet ved Universitetet i Oslo fra 1972 til 2003, professor emeritus siden 2003.
Mathiesen studerede sociologi ved University of Wisconsin i årene 1953-1955 og afsluttede sin mastergrad i sociologi i 1958. Han blev doktor i 1965 med afhandlingen The Defences of the Weak - A Sociological Study of a Norwegian Correctional Institution (dansk: Forsvaret for den svage: Et sociologisk studie af et norsk fængsel), hvor han kritiserede fængselssystemet i Norge. Et referat af Mathiesens doktorafhandling blev udgivet på dansk 1973.
Mathiesen betragtes som en del af den såkaldte "guldaldergeneration" i norsk samfundsvidenskab. Han skrev en række bøger, der beskæftiger sig med retspolitiske spørgsmål. Nogle af Mathiesens bøger er oversat til dansk, for eksempel Det ufærdige: bidrag til politisk aktionsteori (1973).
Han blev tildelt et æresdoktorat ved Lunds Universitet i 2003.

## Dansk bibliografi (udvalg)[5]
- 1973: Det ufærdige : bidrag til politisk aktionsteori
- 1985: Seer-samfundet : om medier og kontrol i det moderne samfund
- 1988: Kan fængsel forsvares?
- 2001: Sidste ord er ikke sagt : Schengen og globaliseringen af kontrol